# 전국노동조합총연합
전국노동조합총연합(일본어: 全国労働組合総連合 젠코쿠로우도우쿠미아이소우렌고우[*])은 일본의 노동조합 중앙조직이다. 약칭은 전노련(일본어: 全労連). 일본공산당 계열 노총이다. 국제 노동조합 조직에 가맹되어 있지 않다.

## 가맹 단산
| 명칭                             | 약칭                              | 조합원  | 산업・기업                 |
| -------------------------------- | --------------------------------- | ------- | -------------------------- |
| 일본의료노동조합연합회           | 일본의노련(日本医労連)            | 147,662 | 의료                       |
| 일본자치체노동조합총연합         | 자치노련(自治労連)                | 144,358 | 지방공무원                 |
| 전일본교직원조합                 | 전교(全教)                        | 70,526  | 교육                       |
| 일본국가공무원노동조합연합회     | 국공노련(国公労連)                | 66,369  | 국가공무원                 |
| 전국생협노동조합연합회           | 생협노련(生協労連)                | 52,488  | 생활협동조합               |
| 전노련 전국일반노동조합          | 전노련 전국일반(全労連・全国一般) | 23,029  | 일반노조                   |
| 전일본건설교운일반노동조합       | 건교노(建交労)                    | 21,718  | 건설, 도로화물운송, 철도   |
| 전국자동차교통노동조합총연합회   | 자교총련(自交総連)                | 14,621  | 도로여객운송, 도로화물운송 |
| 전국복지보육노동조합             | 복지보육노(福祉保育労)            | 11,436  | 복지                       |
| 일본금속제조정보통신노동조합     | JMITU                             | 6,126   | 기계, 정보통신             |
| 전국금융노동조합연합회           | 금융노련(金融労連)                | 4,383   | 금용                       |
| 전국인쇄출판산업노동조합총연합회 | 전인총련(全印総連)                | 3,459   | 인쇄・출판                 |
| 우정산업노동자유니온             | 우정유니온(郵政ユニオン)          | 2,683   | 일본우정                   |
| 영화연극노동조합연합회           | 영연노련(映演労連)                | 1,141   | 영화, 연극                 |
| 특수법인등노동조합연락협의회     | 특수법인노련(特殊法人労連)        | 1,106   | 특수법인                   |
| 전국검수노동조합연합             | 검수노련(検数労連)                | 900     | 검수사업                   |
| 전섬유산업노동조합               | 섬유산노(繊維産労)                | 263     | 섬유                       |
| 영상문화관련산업노동조합         | 영산노(映産労)                    | 22      | 영상                       |
| 전일본연금자조합                 | 연금자조합(年金者組合)            | 114,670 | 연금수급자                 |